# とりあえずイイ感じ。
『とりあえずイイ感じ。』（とりあえずイイかんじ）は1999年4月18日から2001年9月30日まで日本テレビで関東ローカルにて毎週日曜13時00分 - 13時30分にて放送された情報番組。

## 概要
メインMCはユースケ・サンタマリア。レギュラー陣が新しいモノ・流行を見つけるバラエティ番組である。
『TVジョッキー』や『スーパーJOCKEY』が放送されて以来、29年間続いた全国ネット枠から、関東ローカル枠となった番組の第一弾だった（このうち、『スーパーJOCKEY』は、放送期間中の1990年代にローカルセールス枠に移行した）。
おねだりガールズというコーナーがあった。1つの情報をテレビ三面記事 ウィークエンダー方式で紹介すると言う形式だったが、番組後期には、出演者が一週間リレー方式で、「株を買って、大儲けしよう」という企画がメインとなった。

## 出演者
- 司会
  - ユースケ・サンタマリア
- レギュラー
  - 研ナオコ（サブ的な役割として出演）
  - 松本伊代（同上）
  - 伊集院光
  - YURIMARI（前期）
  - 有坂来瞳
  - 大谷みつほ（前期）
  - 岡部玲子（前期）
  - 雨上がり決死隊（前期）
  - アリtoキリギリス
  - やるせなす
  - オセロ（後期）
  - 眞鍋かをり（後期） ほか
- ナレーター
  - 町田浩徳
  - 馬場典子
  - 古市幸子